# Тина Тайлер
Тина Тайлер (англ. Tina Tyler, род. 16 июля 1965, Ванкувер, Британская Колумбия) — канадская порноактриса и режиссёр, лауреатка премии AVN.

## Биография
Родилась 16 июля 1965 года в Ванкувере.
С 1992 по 2009 год Тайлер снялась более чем в 300 фильмах. В 1998 году она решила попробовать себя в качестве режиссёра.
В 2009 году Тайлер был поставлен диагноз рака молочной железы. После краткого возвращения в кино в качестве режиссёра, она уехала в Канаду, чтобы продолжить лечение
.
С 1993 по 1994 год состояла в браке с Тони Тедески.

## Награды и номинации
| Год  | Церемония  | Результат | Номинация                                 | Работа                              |
| ---- | ---------- | --------- | ----------------------------------------- | ----------------------------------- |
| 1995 | AVN Awards | Номинация | Лучшая актриса второго плана              | Big Town                            |
| 2000 | AVN Awards | Номинация | Лучшая актриса второго плана              | The Devil in Miss Jones 6           |
| 2000 | AVN Awards | Номинация | Лучшая сцена орального секса              | Tina Tyler's Favorites 1: Blow Jobs |
| 2001 | AVN Awards | Номинация | Лучшая сцена лесбийского группового секса | Chloe's I Came, Did You?            |
| 2003 | AVN Awards | Победа    | Лучшая сцена без секса                    | The Ozporns                         |
| 2004 | AVN Awards | Номинация | Лучшая сцена без секса                    | The Ozporns go to Hell              |

## Избранная фильмография

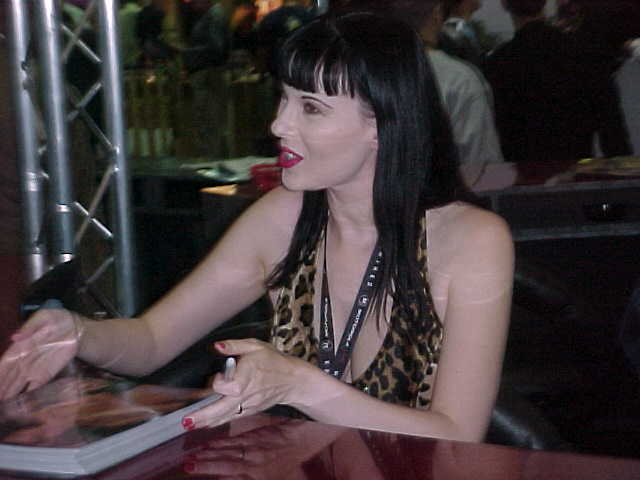
Тайлер на AVN Adult Entertainment Expo в Лас-Вегасе, штат Невада, 2000 год

### Эротические фильмы
- 1983: Star 80: гостья в особняке Playboy
- 2000: The Voyeur (мини-сериал): Джессика
- 2004: Suburban Secrets: Синтия
- 2004: Confessions of an Adult Film Star (сериал)[6]
- 2006: Bonesaw: Патриция Робертс

### Порнофильмы
- 1989: Best Body in Town
- 1992: Buttman's Face Dance 1
- 1993: Buttwoman 4
- 1994: In the Butt
- 1995: Star
- 1996: Nasty Nymphos 13
- 1997: No Man's Land 19
- 1998: No Man's Land 21
- 1999: The Devil in Miss Jones 6
- 2000: No Man's Land 32
- 2001: Pandora's Box
- 2002: Girl Show 2: Art Of Female Masturbation
- 2003: Dirty 30's And Lesbian 2
- 2004: Jenna Jameson la masseuse: администратор
- 2005: She Sucks
- 2006: Bisexual Built for Two
- 2007: Gimme That Pussy
- 2008: Sensual Ecstasy
- 2009: MILF Magnet 3
- 2010: This Isn't Star Trek
- 2011: Boning The Mom Next Door 1